# Pauselijk kruis

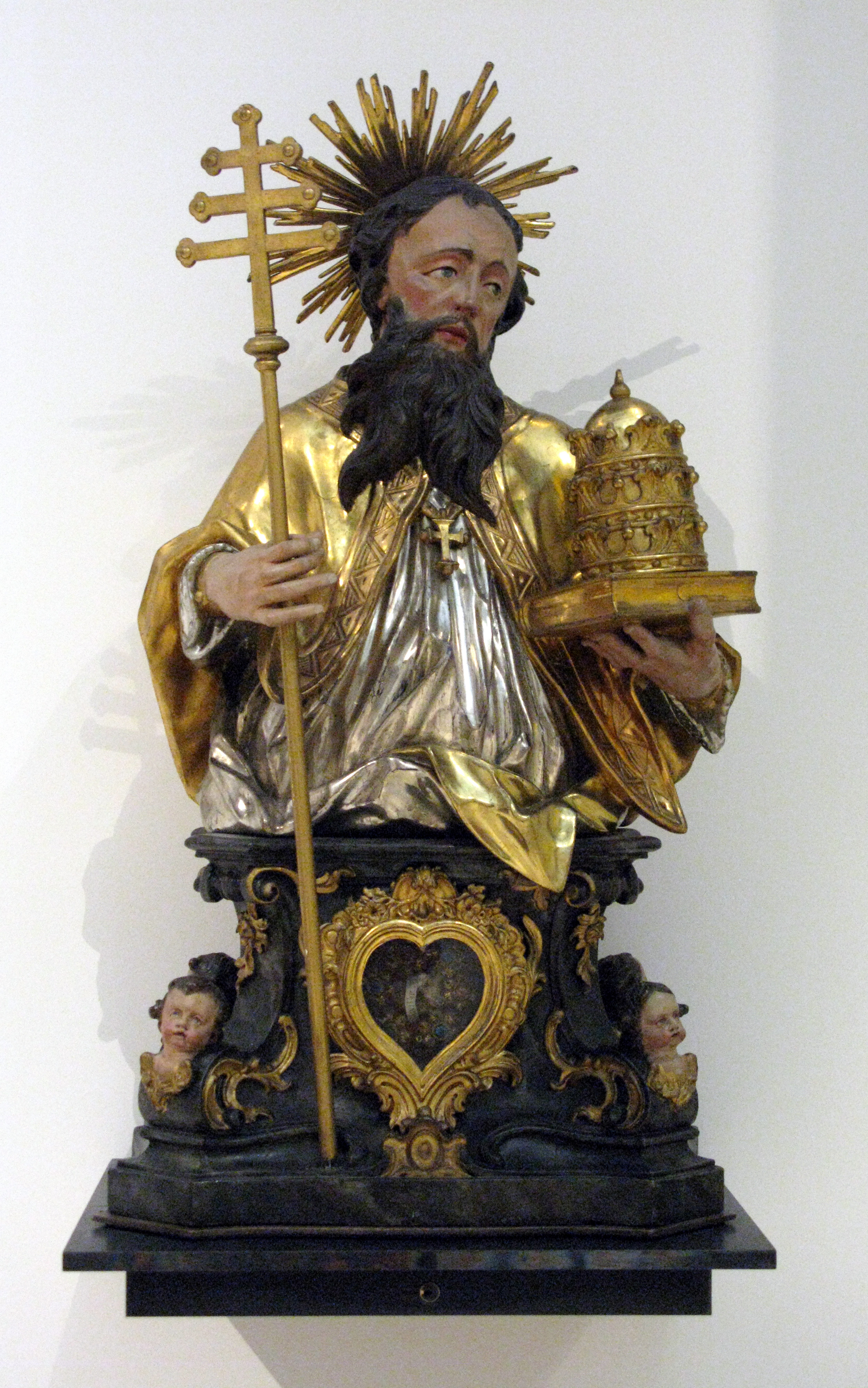
Voorbeeld van pauselijk kruis bij een relikwie van paus Linus.

Het pauselijk kruis is een symbool gebruikt door de paus van de Rooms-Katholieke Kerk, voornamelijk in de heraldiek en de religieuze kunst.
Het pauselijk kruis bestaat uit drie parallelle dwarsbalken op een verticale balk; de drie dwarsbalken worden korter naar boven toe. Dit kruis is een uitbreiding van het aartsbisschoppelijk kruis met twee dwarsbalken en het bisschoppelijk kruis met slechts een dwarsbalk.
In de Middeleeuwen, tot aan de Investituurstrijd, droegen pausen zulk een kruis bij ceremonies. Dit verdween omdat dit kruis te veel gezien werd als een teken van investituur door een wereldlijke vorst, iets wat voor de bisschopstroon van Rome nooit gebeurd is.
Paus Paulus VI gebruikte een kromstaf, dat verwees naar een herdersstaf, en dus niet een pauselijk kruis. 
Paus Benedictus XVI schafte deze kromstaf af en gebruikte een gouden Latijns kruis, dat nog een geschenk was voor Pius IX in 1877. Paus Franciscus gebruikte dit gouden kruis bij bepaalde ceremonies. Tegenpaus Petrus III gebruikt daarentegen wel het pauselijk kruis met de drie dwarsbalken.